# 라즈베리스
라스프베리스(Raspberries)는 1970년대에 왕성하게 활동했던 미국 출신의 파워 팝, 팝 록, 록 밴드이다. 대표곡은 "Go All the Way", "Let's Pretend", "I Wanna Be with You", "Tonight", "Overnight Sensation (Hit Record)"이다.